# Trifilia

Trifilia (en griego antiguo: Τριϕυλία) era un distrito de la Antigua Grecia ubicado en Élide, limítrofe al norte con Pisátide y al sur con Mesenia. Los especialistas modernos sitúan Trifilia en el territorio entre el río Alfeo al sur de Olimpia y el río Neda al norte de Mesenia.
Es difícil establecer qué consideraban Trifilia los antiguos griegos, porque antes del siglo IV a. C., el concepto de Trifilia probablemente no existía aún. No hay información sobre su extensión en Heródoto y Tucídides. Fuentes posteriores como Estrabón y Pausanias estaban influenciados por el debate de los estudiosos de Homero que localizaban el reino de Néstor en Pisátide, que posteriormente se llamó Trifilia.
El gentilicio es trifilios (Τριϕύλιος).
El significado etimológico de Trifilia es tres tribus: tri «tres» y phŷla «tribus». Según Estrabón, habían vivido en la región la tribu de los epeos, los primeros en habitarla, la de los minias, que llegaron como colonos, y la de los eleos, por último, que la ocuparon.
El héroe epónimo es Trifilo, hijo de Arcas.
Polibio enumera las siguientes ciudades pertenecientes a Trifilia: Sámico, Lépreo, Hípana, Tipaneas, Pirgos, Epión, Bólax, Estilangio y Frixa. De la mención de Epitalio por Polibio, parece que también era considerada trifilia. Las poblaciones tratadas por Polibio estaban situadas en la zona entre el río Alfeo y el Neda. Macisto aparece  como ciudad trifilia en una inscripción del siglo IV a. C. Las comunidades descritas como trifilias por Polibio aparecen en Heródoto en una lista de fundaciones minias: Lépreo, Macisto, Frixa, Pirgos, Epión y Nudio. Pausanias es el único que incluye Escilunte en Trifilia, ciudad a la que Jenofonte considera elea, opinión compartida por Tuplin.
Jenofonte, en un pasaje que ha sido objeto de más de una interpretación, puede que, en una lectura estricta, pueda interpretarse como que se enumeran todas las comunidades trifilias; Anfidolia y probablemente Letrinos y Margana estaban al norte del Alfeo, lo que significaría que Frixa y Epitalio eran consideradas trifilias. Hansen y Nielsen proponen eliminar la importancia del pasaje como fuente para la extensión de Trifilia, y aceptar que esto significa la alteración del texto.
Hansen y Nielsen conciben Trifilia como el área al oeste de Arcadia entre los ríos Neda y Alfeo, y que comprendía los siguientes lugares principales: Bólax, Epión, Epitalio, Hípana, Lépreo, Macisto, Nudio, Frixa, Pirgos, Sámico, Estilangio y Tipaneas, a pesar de la no certeza de que fueran contemporáneas. La frontera con Arcadia no está atestiguada explícitamente, pero Nielsen y Roy sugieren que estaba al oeste de Herea y Alífera, y al este de Epión y Tipaneas.
Las fuentes escritas asocian treinta topónimos con Trifilia. De estos, los acroreos, anfídolos y Lasión son descritos como trifilios probablemente por error. Otros nueve, Epi, Anfigenia, Arene, Dorio, Helo, Ciparisia, Ptéleo, Samos y Trío, probablemente legendarios o prehistóricos. Uno, Caa, es el nombre de un fuerte, y ocho (Epión, Epitalio, Lépreo, Macisto, Nudio, Frixa, Pirgos y Escilunte) son inventariados por Hansen y Nielsen. Calcis, Bólax y Alorio no han sido localizadas. Se desconoce si existieron en los periodos arcaico y clásico.